# Alberto Leotardi
Alberto Leotardi (1806 – 1888) è stato un generale italiano, distintosi come ufficiale durante la seconda guerra d'indipendenza italiana, particolarmente durante la battaglia di San Martino (1859). Insignito della Croce di Commendatore dell'Ordine militare di Savoia e di quella di Ufficiale della Legion d'onore.

## Biografia
Nacque nel 1806, figlio di Pietro 3º barone di Sant'Alessandro. Arruolatosi nell'Armata Sarda divenne ufficiale iniziando la sua carriera militare. Si distinse durante la repressione dei moti in Savoia nel 1833-1834, e nel 1837 risultava in servizio come tenente presso il 2º Reggimento della Brigata Savona, allora al comando del maggior generale Giacomo De Asarta.
Nel 1841 risultava in servizio come tenente presso il 16º Reggimento fanteria della Brigata Savoia, allora al comando del maggior generale Giuseppe Falletti di Villafalletto, venendo promosso capitano nel 1842.
Tra il 1855 e il 1856 partecipò alla guerra di Crimea in forza al corpo di spedizione piemontese al comando del generale Alessandro La Marmora, venendo decorato con la Croce di Cavaliere dell'Ordine dei Santi Maurizio e Lazzaro. Nel corso della seconda guerra d'indipendenza italiana partecipò alla battaglia di San Martino dove, colonnello al comando dell'11º Reggimento fanteria della Brigata Casale (generale Ignazio De Genova di Pettinengo) si distinse particolarmente nella conquista del Roccolo e della chiesa di San Martino.
Al termine della battaglia ricevette la Croce di Ufficiale dell'ordine militare di Savoia, quella di Ufficiale della Legion d'onore e la promozione a maggior generale conferitagli da Re Vittorio Emanuele II di Savoia. Dapprima comandante della Brigata Pinerolo, assunse poi il comando della 7ª Divisione, del IV Corpo d'armata del generale Enrico Cialdini durante le fasi della Campagna piemontese in Italia centrale combattendo a Castelfidardo, dove fu insignito della Croce di Commendatore dell'Ordine militare di Savoia. e poi distinguendosi nell'assedio di Gaeta (1860). Divenuto tenente generale, fu poi Ispettore dell'esercito per le Divisioni militari territoriali di Torino e Alessandria, venendo collocato a riposo dietro sua richiesta con Regio Decreto del 30 ottobre 1866. Si spense nel 1888.

### Annotazioni
1. ↑  Tale divisione era composta dalle brigate "Como" e "Bergamo", dall'11° e 12º Reggimento bersaglieri, dal Reggimento "Lancieri di Milano" (7º) e da due batterie d'artiglieria.

### Fonti
1. ↑   Calendario generale pe' Regii Stati pubblicato con autorità del Governo e, 1837,  p. 322. URL consultato il 12 marzo 2021.
2. ↑   Calendario generale pe' Regii Stati pubblicato con autorità del Governo e, 1841,  p. 323. URL consultato il 12 marzo 2021.
3. ↑   Calendario generale pe' regii stati, 1842,  p. 335. URL consultato il 12 marzo 2021.
4. ↑   Calendario generale del regno, 1857,  p. 219. URL consultato il 12 marzo 2021.
5. ↑  De Amicis 1872, p. 48.
6. ↑   Calendario generale del regno, 1860,  p. 898. URL consultato il 12 marzo 2021.
7. ↑   Calendario generale del Regno d'Italia, 1885,  p. 55. URL consultato il 12 marzo 2021.
8. ↑   Giornale militare ossia Raccolta uffiziale delle leggi, regolamenti e, 1862,  p. 694. URL consultato il 12 marzo 2021.
9. ↑  Gazzetta Ufficiale del Regno d'Italia n.310 dell'11 novembre 1866, pag.2.
10. 1 2  Sito web del Quirinale: dettaglio decorato.
11. ↑   Elenco delle ricompense accordate da S.M. per la campagna di guerra della, 1861,  p. 41. URL consultato il 12 marzo 2021.